# وار (إيران)
وار هي قرية في مقاطعة خوي، إيران. عدد سكان هذه القرية هو 4,271 في سنة 2006.